# Vizzolo Predabissi
Vizzolo Predabissi là một đô thị ở tỉnh Milano, vùng Lombardia của Italia, khoảng 20 km về phía đông nam củaMilano. Tại thời điểm ngày 31 tháng 12 năm 2004, đô thị này có dân số 4.044 và diện tích là 5,7 km².
Vizzolo Predabissi giáp các đô thị: Colturano, Dresano, Casalmaiocco, Melegnano, Cerro al Lambro, Sordio, San Zenone al Lambro.